# Olympiatrials der Vereinigten Staaten (Schwimmen)
Die Olympiatrials der Vereinigten Staaten (englisch United States Olympic Team Trials, US Olympic Trials) werden jedes Mal vor den Olympischen Sommerspielen abgehalten. Der Erst- und Zweitplatzierte jedes Geschlechts und über jede Schwimmdistanz hat sich als Teil des olympischen Schwimmteams der USA qualifiziert. Das erste Mal wurde diese Veranstaltung 1920 vor den Olympischen Spielen in Antwerpen abgehalten. In manchen Jahren wurden Olympiatrials für Männer und Frauen getrennt veranstaltet.

## Veranstaltungsorte
| Jahr | Olympische Spiele | Austragungsort             | Bemerkung | Artikel |
| ---- | ----------------- | -------------------------- | --- | ------- |
| 1920 | Antwerpen         | Alameda, Kalifornien       | | Details |
| 1924 | Paris             | Indianapolis, Indiana      | | Details |
| 1928 | Amsterdam         | Philadelphia, Pennsylvania | Vorausscheidung der National Collegiate Athletic Association (NCAA).                                                                 | Details |
| 1928 | Amsterdam         | Iowa City, Iowa            | Vorausscheidung des mittleren Westen.                                                                                                | Details |
| 1928 | Amsterdam         | Detroit, Michigan          | Finaler Ausscheidungswettbewerb der Männer.                                                                                          | Details |
| 1928 | Amsterdam         | Rockaway Beach, New York   | Finaler Ausscheidungswettbewerb der Frauen. Dieser Bewerb wurde im Rockaway's Playland, einem ehemaligen Vergnügungspark abgehalten. | Details |
| 1932 | Los Angeles       | Cincinnati, Ohio           | Qualifikationsveranstaltung der Männer.                                                                                              | Details |
| 1932 | Los Angeles       | Long Island, New York      | Qualifikationsveranstaltung der Frauen.                                                                                              | Details |
| 1936 | Berlin            | Providence, Rhode Island   | Qualifikationsveranstaltung der Männer.                                                                                              | Details |
| 1936 | Berlin            | Long Island, New York      | Qualifikationsveranstaltung der Frauen.                                                                                              | Details |
| 1948 | London            | Detroit, Michigan          | | Details |
| 1952 | Helsinki          | New York, New York         | Qualifikationsveranstaltung der Männer.                                                                                              | Details |
| 1952 | Helsinki          | Indianapolis, Indiana      | Qualifikationsveranstaltung der Frauen.                                                                                              | Details |
| 1956 | Melbourne         | Detroit, Michigan          | | Details |
| 1960 | Rom               | Detroit, Michigan          | | Details |
| 1964 | Tokio             | Astoria, New York          | | Details |
| 1968 | Mexiko-Stadt      | Long Beach, Kalifornien    | Qualifikationsveranstaltung der Männer.                                                                                              | Details |
| 1968 | Mexiko-Stadt      | Los Angeles, Kalifornien   | Qualifikationsveranstaltung der Frauen.                                                                                              | Details |
| 1972 | München           | Portage Park, Illinois     | | Details |
| 1976 | Montreal          | Long Beach, Kalifornien    | | Details |
| 1980 | Moskau            | Irvine, Kalifornien        | Die USA boykottierten diese Sommerspiele aus politischen Gründen.                                                                    | Details |
| 1984 | Los Angeles       | Indianapolis, Indiana      | | Details |
| 1988 | Seoul             | Austin, Texas              | | Details |
| 1992 | Barcelona         | Indianapolis, Indiana      | Die jährlich stattfindenden US Spring Nationals waren in diesem Jahr gleichzeitig die Olympiatrials.                                 | Details |
| 1996 | Atlanta           | Indianapolis, Indiana      | | Details |
| 2000 | Sydney            | Indianapolis, Indiana      | | Details |
| 2004 | Athen             | Long Beach, Kalifornien    | | Details |
| 2008 | Peking            | Omaha, Nebraska            | Die Gewinner sind gleichzeitig US-amerikanische Staatsmeister.                                                                       | Details |
| 2012 | London            | Omaha, Nebraska            | | Details |
| 2016 | Rio de Janeiro    | Omaha, Nebraska            | | Details |
| 2020 | Tokio             | Omaha, Nebraska            | | Details |
| 2024 | Paris             | Indianapolis, Indiana      | | Details |